# Stupeň B1029 Falconu 9
Stupeň B1029 Falconu 9 je opakovaně použitý první stupeň rakety Falcon 9 vyráběné firmou SpaceX. V historii kosmonautiky jde o druhý orbitální raketový stupeň, který byl znovupoužit, a zároveň první, který startoval z Kalifornie i Floridy a přistál na dvou různých přistávacích plošinách ASDS ve dvou různých oceánech. Tento první stupeň poprvé letěl 14. ledna 2017 při misi Iridium NEXT 1, kdy vynášel prvních deset satelitů nové generace největší satelitní konstelace a poté přistál na plovoucí plošině Just Read the Instructions v Tichém oceánu. Po renovaci a kontrole přišel po přibližně pěti měsících druhý let. Letěl znovu 23. června 2017 a vynesl družici BulgariaSat-1 a podruhé úspěšně přistál, tentokrát na plošinu Of Course I Still Love You v Atlantském oceánu. Přistání bylo tvrdé a využily se prakticky veškeré deformační zóny na přistávacích nohou. Při přistání se vynechával první z obvyklých tří zážehů při návratu prvního stupně. Šéf SpaceX Elon Musk se před startem vyjádřil, že je velká pravděpodobnost, že se přistání nepodaří.

## Historie letů
| Číslo použití | Datum startu (UTC) | Let číslo | Náklad         | Start | Místo startu | Přistání | Místo přistání                    | Poznámky                                                                                           |
| ------------- | ------------------ | --------- | -------------- | ----- | ------------ | -------- | --------------------------------- | -------------------------------------------------------------------------------------------------- |
| 1             | 14. leden 2017     | 29        | Iridium NEXT 1 |       | VAFB SLC-4E  |          | Just Read the Instructions (ASDS) | |
| 2             | 23. červen 2017    | 36        | BulgariaSat-1  |       | KSC LC-39A   |          | Of Course I Still Love You (ASDS) | Druhé znovupoužití prvního stupně. Poprvé první stupeň přistál na dvou různých mořských plošinách. |